# 운곡초등학교 (충남)
운곡초등학교는 대한민국 충청남도 청양군 운곡면 신대리에 있는 공립 초등학교이다.

## 학교 연혁
- 1927.04.18 운곡공립보통학교 개교(4년제)
- 1928.03.15 제1회 졸업식(20명)
- 1938.04.01 운곡공립심상소학교로 개칭
- 1941.04.01 운곡공립국민학교로 개칭
- 1950.05.30 운곡국민학교로 개칭
- 1952.03.31 광암국민학교 분리
- 1968.03.01 후덕국민학교 분리
- 1981.06.01 병설유치원 설립
- 1993.03.01 후덕분교장 편입
- 1995.03.01 후덕분교장 통폐합
- 2005.03.01 광암초등학교와 통합
- 2010.11.02 다목적 강당 어울림관 준공
- 2017.02.05 제87회 졸업(졸업생 총 3821명 배출)

## 참고 자료
- 운곡초등학교 - 한국교육학술정보원 학교알리미